# Massacre de la Saint-Valentin (Chicago)
Pour les articles homonymes, voir Massacre de la Saint-Valentin.
Le massacre de la Saint-Valentin (Saint Valentine's Day massacre) est le nom donné à l'assassinat de sept personnes le 14 février 1929 à Chicago (Illinois),. Al Capone, chef de la bande de South Side (à prédominance italienne), commandita le massacre de membres de la bande de North Side (à prédominance irlandaise) menée par Bugs Moran, qui était visé mais y échappa. Cet événement est considéré comme le dernier épisode de la guerre des gangs qui a ensanglanté Chicago dans les années 1920 pour le contrôle du trafic d'alcool et de ses revenus engendrés par la prohibition. Il eut un retentissement considérable et engendra une réaction des autorités dont Al Capone pâtit.

## Contexte
Al Capone, chef de l'Outfit de Chicago depuis 1925, juge dangereuse l'ascension du Gang de North Side (North Side Gang), des malfrats irlandais (autrefois dirigés par Dean O'Banion, assassiné cinq ans plus tôt) qui contrôlent les quartiers nord de Chicago et se confrontent à ses hommes ; notamment, au début de 1929, deux membres de North Side (Frank et son frère Peter Gusenberg) ont tenté, sans succès, d'assassiner Jack McGurn (adjoint d'Al Capone). Ayant survécu à deux attentats en moins de deux ans, Al Capone voit aussi dans l'élimination de cette concurrence la solution aux menaces qui pèsent sur sa vie et enfin une possibilité d'étendre son contrôle sur la ville de Chicago. Il prend donc la décision d'anéantir toute la bande, surtout son chef, George Bugs Moran, alias « Moran le Branque », un des hommes importants de la mafia irlandaise locale (bien qu'il soit d'origine française et non irlandaise ; il changeait régulièrement de nom pour brouiller les pistes).

## Conception du piège
Al Capone confie la réalisation de ce projet à son ami Jack McGurn, dit « La Sulfateuse ». Ce dernier s'entoure d'une équipe de tueurs, regroupant John Scalise, Albert Anselmi, les frères Keywell, George Ziegler (en) dit « Joe la Pétoire », poursuivi, entre autres, pour le viol d'une fillette de sept ans, ainsi que Joseph Lolordo et Fred Burke (en) dit « Le Tueur ».
Le plan de Jack McGurn consiste à attirer leurs adversaires dans un lieu retiré, de les faire désarmer par de faux policiers, puis de les abattre. Des vigies seront chargées de s'assurer que Bugs Moran est arrivé pour déclencher la fausse descente de police.
Le lieu choisi est un vieux garage, le Cartage SMC, situé au 2122 North Clark Street (dans le quartier de Lincoln Park), et le prétexte pour la réunion concerne une prétendue cargaison de whisky de contrebande, soi-disant fournie par le gang de Détroit « The Purple Gang », bien que l'appât n'est pas connu avec certitude (à l'exception de John May, les sept victimes étaient vêtus de leurs plus beaux habits, tenues peu adaptées au déchargement d'une importante cargaison d'alcool, et les participants sont principalement des membres importants, pas des hommes de main qui feraient de la manutention).
Au moment choisi, Al Capone est depuis quelque temps en vacances en Floride.

## L'exécution
Elle a lieu dans la matinée du jeudi 14 février 1929, jour de la Saint-Valentin, à 10 h 30. Les hommes ciblés viennent au rendez-vous sans suspecter le piège, qui est refermé une fois qu'ils sont entrés dans l'entrepôt du 2122 North Clark Street. Une équipe de quatre hommes descend d'une berline Cadillac et pénètre dans le bâtiment. Deux des tueurs sont déguisés en policiers de Chicago ; leur identité n'est pas connue avec certitude : il s'agit peut-être des membres du gang d'Al Capone ou, plus vraisemblablement, de gangsters embauchés à l'extérieur de la ville pour ne pas être reconnus par leurs victimes. Les victimes, cinq membres du Gang de North Side, plus deux personnes non-membres du clan (Reinhardt H. Schwimmer et John May) sont alignées contre le mur et mitraillées (l'enquête déterminera que deux mitraillettes Thompson M1928 ont été utilisées). Le piège visait principalement Bugs Moran, mais les tueurs se sont trompés : les vigies, postées dans les appartements en face de l'entrepôt, ont pris Albert Weinshank (surnommé « Albert le Gorille ») pour leur cible, en raison de sa ressemblance physique avec Bugs Moran. Ce dernier, s'étant arrêté prendre un café le long de la route (au Circus Café), était en retard et avait pris la fuite en apercevant la fausse voiture de police qu'il avait prise pour une vraie.  

## Victimes
Les sept hommes tués, membres ou apparentés du clan mafieux de Bugs Moran (la mafia irlandaise locale), représentent pour la plupart des caciques de l'organisation. Ce sont :
| Nom                                        | Place dans le clan Moran |
| ------------------------------------------ | --- |
| 1. Peter Gusenberg (en)                    | Un membre du clan Moran. |
| 2. Frank Gusenberg (en)                    | Le frère du précédent. Étonnamment encore en vie lorsque la police est arrivée sur la scène du crime, malgré 14 coups dans le corps, il a déclaré que « Personne ne m'a tiré dessus ». Il est mort trois heures plus tard, alors qu'il était interrogé par la police sur les auteurs du drame.                                          |
| 3. Albert Kachellek, alias « James Clark » | Le deuxième membre le plus important du clan Moran. |
| 4. Adam Heyer                              | Le gestionnaire-comptable et homme d'affaires du clan Moran. |
| 5. Reinhart Schwimmer                      | Un opticien (sans formation) qui avait abandonné son emploi pour jouer sur les courses hippiques (sans succès) avant de s'associer avec le clan Moran. |
| 6. Albert Weinshank                        | Le teinturier de Bugs Moran, cultivant une ressemblance physique et vestimentaire avec son patron. |
| 7. John May                                | Le mécanicien automobile du clan Moran, mais pas un membre de clan lui-même. Il avait écopé de deux arrestations antérieures (sans condamnation), mais tentait de travailler légalement. Cependant, son besoin désespéré d'argent (il avait à charge une femme et sept enfants), l'avait conduit à accepter de travailler pour le clan. |

## L'enquête
Rapidement sur les lieux, les (vrais) policiers dénombrent six cadavres et un blessé qui mourra quelque heures plus tard. À cette époque, l'ampleur de ce massacre mafieux est alors inédite aux États-Unis. Au début, on[Qui ?] pense que la police pouvait avoir une part de responsabilité dans la tuerie, mais le travail de 255 détectives efface rapidement cette piste. Comme il est alors de notoriété publique que Bugs Moran avait détourné des expéditions d'alcool d'Al Capone en provenance de Détroit, la police concentre ses investigations sur le Purple Gang. Des membres notables de ce clan, George Lewis, Eddie Fletcher, Phil Keywell et son jeune frère Harry, sont ainsi trouvés à proximité, mais la femme qui les avait identifiés se rétracte. Ils sont ainsi mis de côté par les enquêteurs.
Une semaine après le massacre, une Cadillac 1927 Sedan est découverte, démontée et partiellement brûlée dans un garage sur Wood Street. Il est alors prouvé[Comment ?] que la voiture avait été utilisée par les assassins lors du massacre. Le garage était situé à deux pâtés de maisons du Circus Café, qui était exploité par Claude Maddox, un ancien gangster de Saint-Louis (Missouri) et membre de l'Outfit. Une enquête parallèle menée à Saint-Louis lie d'anciens membres de la mafia Egan's Rats (en) au massacre. Fred Burke et James Ray sont ainsi rapidement suspectés d'être les deux assassins déguisés en policiers, étant habitués à tromper leurs victimes en portant un uniforme. La police a également suspecté Joseph Lolordo comme étant l'un des mitrailleurs, probablement parce que son frère Pasqualino avait été récemment assassiné par le Gang de North Side. La police annonce aussi que deux hommes de main d'Al Capone, John Scalise et Albert Anselmi, ainsi que Jack McGurn lui-même, et Frank Rio, un garde du corps de Capone, pourraient être mêlés au massacre. Elle concentre finalement ses investigations sur McGurn et Scalise. John Scalise est pourtant assassiné avant son procès et les accusations portées contre Jack McGurn sont déclassées à la suite d'une violation de la loi Mann, après l'utilisation du principal témoin contre lui, sa petite amie Louise Rolfe (surnommée l'« Alibi blond »).
L'affaire stagne pendant neuf mois jusqu'au 14 décembre 1929, lorsque les shérifs du comté de Berrien attaquent conjointement le bungalow de Frédéric Dane (un nom d'emprunt de Fred Burke), à Saint-Joseph (Michigan). Il avait en effet été enregistré comme le propriétaire d'un véhicule conduit par Fred Burke, qui, ivre, avait embouti un autre véhicule en face d'un poste de police. L'officier Charles Skelly avait alors couru hors du commissariat pour le forcer à arrêter. Burke tente alors de le chasser, et l'agent Skelly est abattu. Lorsque la police perquisitionne le bungalow, elle y trouve un gilet pare-balles, des obligations récemment volées dans une banque du Wisconsin, deux mitraillettes Thompson, des pistolets, deux fusils de chasse et beaucoup de munitions. Les deux mitraillettes sont alors identifiées comme celles utilisées dans le massacre. Malheureusement, aucune preuve concrète supplémentaire n'apparaît. Burke est capturé près d'un an plus tard, dans une ferme du Missouri. Il est alors jugé dans le Michigan comme assassin d'un agent de police et condamné à la réclusion à perpétuité. Il décède en prison, en 1940.

## Épilogue des protagonistes de l'affaire
Bien que Bugs Moran voie dépérir son clan, il réussit à garder le contrôle de son territoire jusqu'au début des années 1930, lorsqu'il passe sous la domination de l'Outfit de Chicago, mené par Frank Nitti. Par la suite, Bugs Moran poursuit une discrète carrière de malfrat, puis assassine Jack la Sulfateuse en 1936. Ne vivant plus que d'expédients (en 1946, il détrousse un garçon de courses) et de petits hold-up, il termine son existence au fond d’une cellule, en 1957.
Le massacre attire également, mais de manière tardive, l'attention du gouvernement fédéral sur les activités criminelles d'Al Capone. En 1931, celui-ci est reconnu coupable d'évasion fiscale et condamné à 17 ans de prison dont 11 ans ferme. En définitive, le massacre affecte donc autant Moran que Capone et met fin à cette période faste pour la mafia de Chicago. Jack McGurn, quant à lui, est assassiné le 15 février 1936. L'identité des assassins de McGurn reste inconnue, mais les recherches et les spéculations des criminologues attribuent sa mort à Bugs Moran qui aurait cherché à venger son équipe.

## Les révélations de Bolton
Le 8 janvier 1935, des agents du Federal Bureau of Investigation (FBI) encerclent un immeuble de Chicago, au 3920 North Grove Pine, à la recherche de membres du gang Barker-Karpis. Une brève fusillade éclate et entraîne la mort du braqueur de banque Russell Gibson. Doc Barker, Byron Bolton et deux femmes sont également placés en garde à vue. Alors que les interrogateurs n'obtiennent rien de Barker, Bolton (un criminel jusque-là obscur) se révèle être ce que les criminologues appellent un « geyser d'informations ». Bolton, un ancien mitrailleur de l'US Navy et associé des Rat's Egan, avait été le valet de chambre et l'acolyte d'un tueur de Chicago, Fred Goetz. Il est donc au courant de beaucoup de crimes du gang Barker, notamment de ceux de la criminelle Ma Barker. Il connaissait le lieu de leur repaire en Floride ; deux membres du gang sont tués par la police dans une fusillade menée par le FBI une semaine plus tard. À la surprise des agents, Bolton dévoile qu'il avait participé au massacre de la Saint-Valentin avec Goetz, Fred Burke et d'autres criminels.
Parce que le FBI n'avait pas de compétence juridique dans les affaires de meurtre de cette envergure, ils tentent de maintenir confidentielles les révélations de Bolton, jusqu'à ce que le journal Chicago American en obtienne des confessions. Le journal déclare que le crime avait été « résolu », en dépit de l'obstruction menée par J. Edgar Hoover et le FBI, qui ne voulaient pas s'impliquer dans l'affaire du massacre. Diverses versions de l'histoire de Bolton sortent alors dans les médias nationaux. Les morceaux rassemblés, il semble que le massacre se soit déroulé de la sorte : Bolton affirme que l'assassinat de Bugs Moran avait été décidé en « octobre ou novembre » 1928 dans une propriété de Fred Goetz, dans le village de Couderay (Wisconsin). Sont présents à cette rencontre Goetz, Al Capone, Frank Nitti, Fred Burke, Gus Winkeler, Louis Campagna, Daniel Serritella, William Pacelli et Bolton lui-même. Les hommes y séjournent deux ou trois semaines et s'adonnent à la chasse et la pêche entre les séances de planification.
Bolton affirme que, lors du massacre, les deux vigies chargées de surveiller le garage SMC Camionnage étaient chargées de téléphoner aux tueurs situés au Circus Café pour leur dire quand Bugs Moran arriverait à la réunion. La police avait en effet trouvé une lettre adressée à Bolton dans le nid d'observation. Bolton devine donc que les assassins étaient Burke, Winkeler, Goetz, Bob Carey, Raymond « Crane Neck » Nugent et Claude Maddox (les quatre tireurs et les deux chauffeurs). Le compte-rendu de Bolton est néanmoins différent de celui expliqué par les historiens. Il a affirmé qu'il n'avait vu que des hommes en civil sortir de la Cadillac et se diriger vers le garage, ce qui porte à penser qu'une deuxième voiture avait été utilisée par les assassins. Un témoin, George Brichet, avait affirmé avoir vu deux hommes en uniforme sortir d'une voiture dans l'allée du garage, grâce à ses portes arrière. Dans les jours qui suivirent le massacre, une berline Peerless avait été trouvée près d'une maison appartenant à Claude Maywood Maddox et, dans une cache[Où ?], un carnet d'adresses appartenant à Albert Weinshank (une des victimes du massacre).
Bolton a aussi indiqué qu'il avait confondu l'un des hommes de Moran avec Moran lui-même, après quoi, il avait téléphoné au Circus Café pour leur donner le signal. Lorsque les tueurs (qui avaient prévu de tuer Moran et peut-être deux ou trois de ses hommes) ont été confrontés de manière inattendue avec sept hommes, ils ont simplement décidé de les tuer tous et de sortir rapidement. Bolton a affirmé que Capone était furieux contre lui à cause de son erreur (et de la pression policière qui s'ensuivit) et avait menacé de le tuer, avant d'en être dissuadé par Fred Goetz.
Ses conclusions ont été corroborées par Georgette, la veuve de Gus Winkeler, à la fois dans une déclaration officielle du FBI et dans ses Mémoires, publiés dans une série de quatre épisodes dans un magazine d'investigation pendant l'hiver 1935-1936. Elle a révélé que son mari et ses amis avaient formé une équipe spéciale utilisée par Capone pour les missions à haut risque. Le chef de la mafia les avait surnommés les « American Boys ». Les déclarations de Bolton ont également été soutenues par William Drury, un détective de Chicago qui avait continué à enquêter sur l'affaire du massacre longtemps après la fin des investigations officielles. Alvin Karpis prétendit plus tard avoir entendu de la bouche de Ray Nugent que les American Boys avaient été payés collectivement 2 000 dollars par semaine, sans compter des bonus. Karpis a également affirmé que Capone lui-même lui avait dit, alors qu'ils étaient emprisonnés ensemble à Alcatraz, que Goetz avait été le planificateur réel du massacre.
Malgré les déclarations de Byron Bolton, aucune mesure n'a été prise par le FBI. Tous les hommes qu'il a nommés, à l'exception de Burke et Maddox, étaient morts en 1935. Le braqueur de banque Harvey Bailey se plaignit plus tard dans son autobiographie (rédigée en 1973) qu'au moment du massacre, Fred Burke et lui-même étaient en train de boire une bière à Calumet City, près de Chicago. Claude Maddox a été ultérieurement interrogé en vain par la police de Chicago. Les historiens-criminologues sont aujourd'hui toujours divisés sur l'existence des « American Boys ».

## Autres suspects
Au fil des années, de nombreux gangsters, appartenant ou non à la mafia de Chicago, se sont trouvés impliqués dans l'affaire du massacre de la Saint-Valentin. Deux suspects, des tueurs efficaces, John Scalise et Albert Anselmi, membres de la Cosa nostra, sont fréquemment cités pour avoir été deux des tireurs. Dans les jours qui suivirent le massacre, Scalise a été entendu se vanter d'être « l'homme le plus puissant de Chicago » (« I am the most powerful man in Chicago »). Récemment, il avait été élevé au poste de vice-président de l'Unione Siciliana (en) par son président, Joseph Giunta (en). Néanmoins, Scalise, Anselmi, et Guinta sont retrouvés morts sur une route isolée près de Hammond (Indiana), le 8 mai 1929. Il est dit qu'Al Capone aurait découvert que le couple avait l'intention de le trahir.
Un gangster de vingt-deux ans, Tony Accardo, est également ajouté à la liste des suspects. Il était le chauffeur de Jack McGurn. Plusieurs années plus tard, Accardo se vantait à ses collègues qu'il avait pris part au massacre (chose accréditée par l'agent du FBI William Roemer, qui l'avait entendu sur une bande audio). La plupart des historiens pensent néanmoins qu'Accardo n'a joué qu'un rôle périphérique dans la tuerie. Un autre suspect, Sam Giancana, âgé de vingt ans à l'époque (futur ponte de la mafia de Chicago, connu pour ses liens avec John F. Kennedy) était membre du Forty-Two Gang (en). Il avait été arrêté dans les jours suivant le massacre mais ne semble pas y avoir joué un rôle majeur. L'informateur Dominick Montiglio (en) prétendit plus tard dans son livre Murder Machine que son oncle Anthony Gaggi « Nino » avait laissé entendre que son propre oncle, Frank Scalise, a été l'un des tueurs du massacre. Bien que peu probable, cela montre combien le massacre continue de séduire les gens en quête de reconnaissance sociale. La véritable identité des tireurs n'est donc pas connue avec certitude.

## Les armes du crime

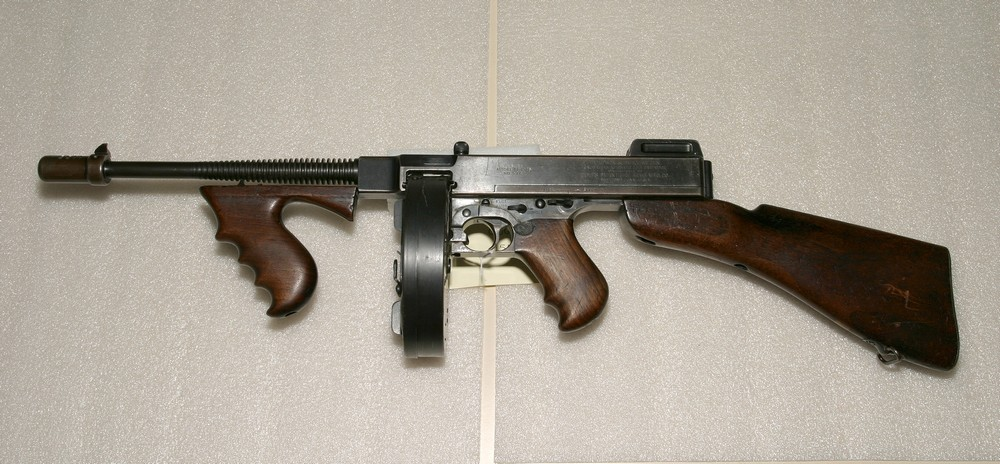
Une mitraillette Thompson M1928.

Les deux mitraillettes Thompson (numéros de série 2347 et 7580) sont trouvées dans le bungalow de Fred Dane (un nom d'emprunt pour Fred Burke), dans le comté de Berrien. L'expert en balistique et médecin légiste, le colonel Calvin H. Goddard (en), a testé les armes et a déterminé que les deux avaient été utilisées dans le massacre. Les deux mitraillettes sont toujours en la possession du bureau du shérif du comté de Berrien (Michigan), à Saint-Joseph. L'une d'elles avait également été utilisée dans l'assassinat du chef de la mafia de Brooklyn (New York) Frankie Yale, ce qui confirme également la thése de longue date du département de la police de New York que Burke, et par extension Al Capone, avait été responsable de la mort de Yale.
- L'arme no 2 347 avait été initialement achetée le 12 novembre 1924 par Les Farmer, un shérif adjoint à Marion (Illinois), le siège du comté de Williamson. Marion et ses environs ont ensuite été envahis par les factions belligérantes du Shelton Brothers Gang (en) et de Charlie Birger. L'adjoint Farmer est connu pour avoir eu des liens avec les Rat's Egan, basés à 160 km de Saint-Louis. Début 1927 au plus tard, l'arme est en possession de Fred Burke. Il est donc possible qu'elle ait été utilisée à Détroit, le 28 mars 1927, lors du massacre de Milaflores (en).

- L'arme no 7 580 avait été vendue par son propriétaire (habitant à Chicago), Peter von Frantzius, à un certain Victor Thompson (également connu sous le nom Frank V. Thompson) dans l'hôtel Fox, à Elgin (Illinois). Quelque temps après, l'arme est vendue à James « Bozo » Shupe, un petit malfrat des quartiers ouest qui avait des liens avec divers membres de l'Outfit d'Al Capone.

## Les lieux du crime
Le garage, qui s'élevait au 2122 North Clark Street, dans le quartier de Lincoln Park, est démoli en 1967. Le site est maintenant un parc de stationnement pour la maison de soins infirmiers adjacente. Il y a encore des controverses superstitieuses sur l'utilisation des briques qui ont constitué le peloton d'exécution.

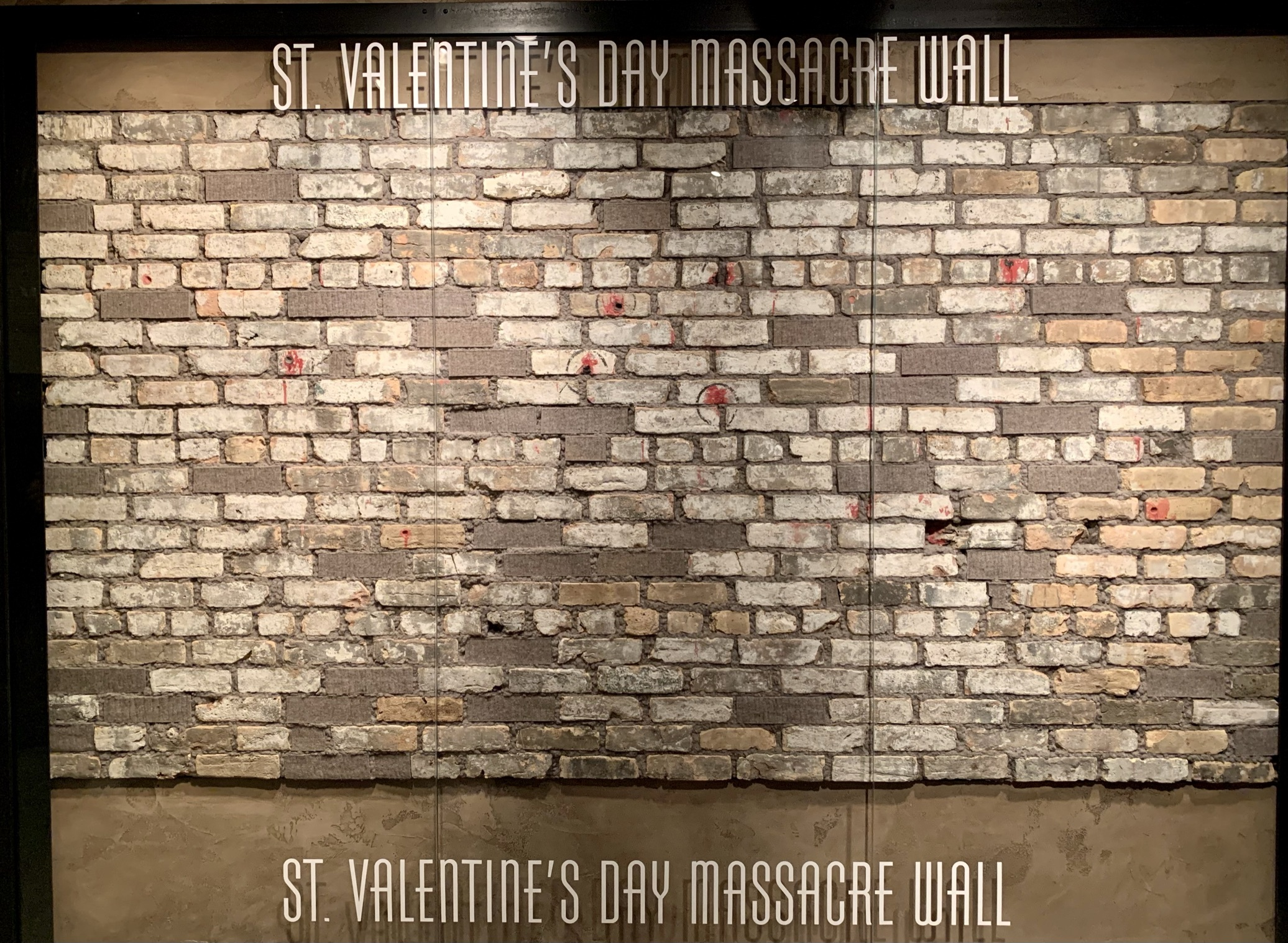
Le mur du massacre de la Saint-Valentin exposé au National Museum of Organized Crime and Law Enforcement à Las Vegas.

Les briques marquées de balles, issues du mur nord, sont achetées et enregistrées par l'homme d'affaires canadien George Patey, en 1967. Son intention initiale était de les utiliser dans un restaurant qu'il représentait, mais le propriétaire du restaurant n'a pas aimé l'idée. Patey a donc fini par acheter les briques lui-même, par surenchère vis-à-vis de trois ou quatre autres acheteurs. Il a démonté soigneusement la paroi, numéroté les 414 briques, puis les a expédiées vers le Canada. Il existe différentes histoires sur l'utilisation qu'en fit George Patey, après les avoir reçues. En 1978, le Time Magazine signale ainsi que Patey a remonté le mur et l'a exposé dans un musée de cire, avec des mannequins de gangsters et des coups enregistrés. Le musée fait plus tard faillite. Une autre source, un journal britannique indépendant, a déclaré en février 2000 que le mur a été exposé dans divers centres commerciaux et d'expositions aux États-Unis pendant une vingtaine d'années.
En 1971, Patey ouvre une boîte de nuit appelée le « Banjo Palace », qui a pour thème les années 1920. Les fameuses briques sont alors installées à l'intérieur des toilettes des hommes avec une vitre en plexiglas pour les protéger. Dans une interview donnée en 2001 à un journaliste argentin, Patey affirme : « J'ai eu le club le plus populaire de la ville. Des gens de la haute société et du monde du spectacle sont venus, comme Jimmy Stewart ou Robert Mitchum. ».

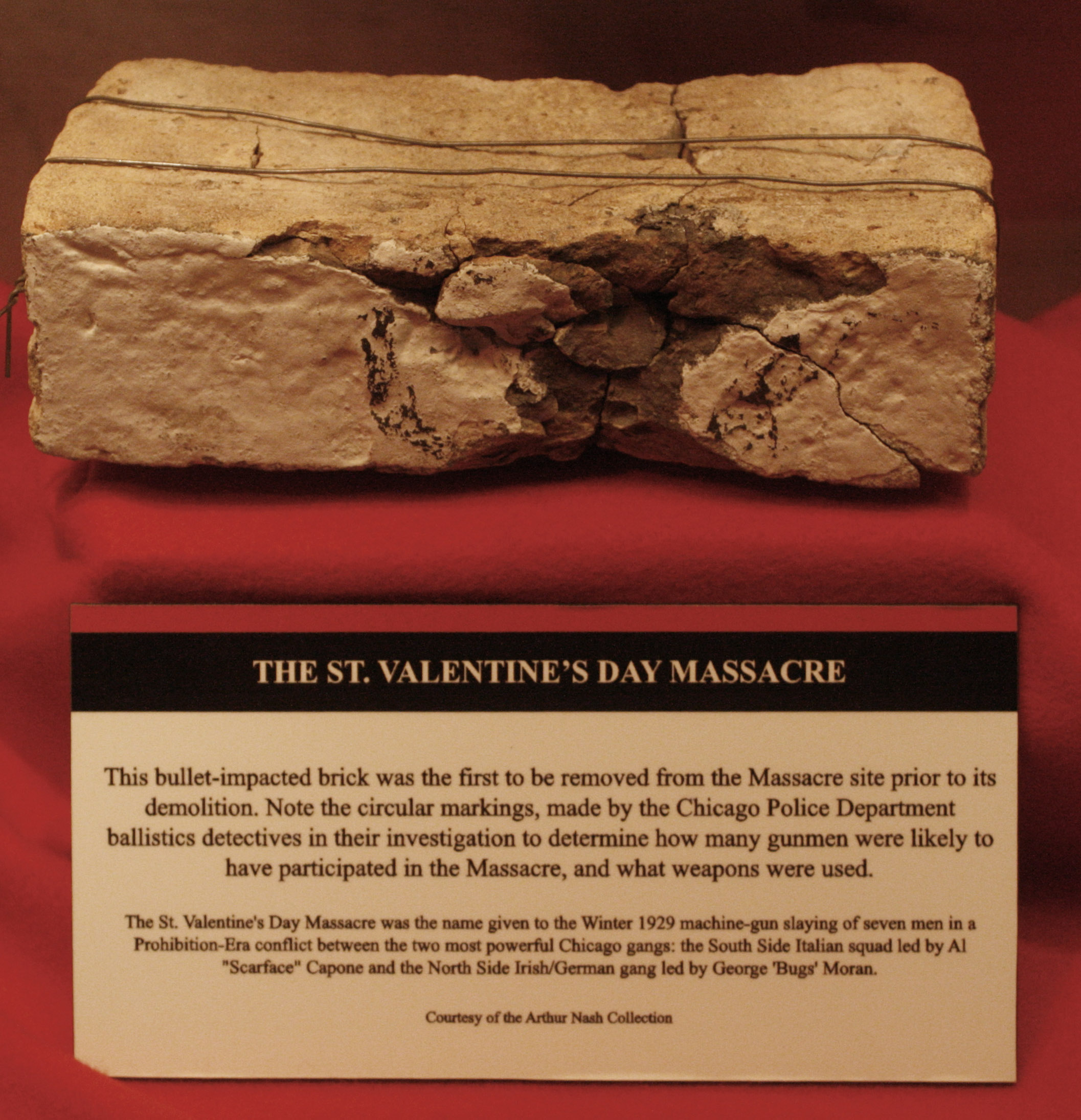
Brique du massacre de la Saint-Valentin (National Museum of Organized Crime and Law Enforcement).

Les briques sont placées dans un entrepôt jusqu'en 1997, quand Patey essaie de les vendre aux enchères sur un site Web appelé « Jet Set On The Net ». La transaction pourtant échoue, après une longue période d'enchère. La dernière offre substantielle connue pour l'ensemble du mur est faite par un casino de Las Vegas, mais Patey refuse l'offre de 175 000 dollars. En 1999, Patey essaie de vendre le mur brique par brique sur son propre site. Il en écoule une centaine, chacune étant livrée avec un certificat signé par lui-même. Patey décède le 26 mars 2004, n'ayant jamais révélé combien il avait payé les briques à l'origine.
Les briques restantes sont données en héritage à sa nièce qui les vend à un musée de Las Vegas ouvert en 2012, le Musée du crime organisé et du châtiment (en) (Mob Museum). Si le mur n'est plus complet en raison de la vente de quelques dizaines de briques, il reste encore la partie originale devant laquelle les sept hommes furent alignés et tués par les tueurs d'Al Capone.

## Dans la culture populaire
Rapidement exagéré par la presse de l'époque, le massacre de la Saint-Valentin connait un retentissement immédiat. 
L'imagerie prend alors peu à peu le pas sur le fait divers, conférant à la guerre des gangs une dimension « mythique ». Une abondante littérature y est consacrée.
- Le massacre est le sujet du scénario du film de 1959, Certains l'aiment chaud, avec notamment Jack Lemmon, Tony Curtis et Marilyn Monroe.
- L'histoire du massacre est relatée en 1967 dans le film homonyme The St. Valentine's Day Massacre (L'Affaire Al Capone en français). Ce film, peut-être le plus connu de toutes les représentations de l'incident, est un mélange de solides faits historiques et de conjectures sujettes à caution.
- Une scène du film original Scarface (sorti en 1932) évoque le massacre.
- Un épisode de la saison 4 de la série télévisée Demain à la une, intitulé Everybody Goes to Rick’s, est fondé sur cet événement.
- Le groupe de musique ska Mark Foggo's Skasters (en) a fait un album ainsi qu'une chanson portant le même nom de St Valentines Day Massacre.
- Le massacre a inspiré la chanson Valentine's Day à l'auteur-compositeur James Taylor ainsi qu'au rappeur 50 Cent, en 2005, l'album The Massacre, initialement intitulée The St. Valentine's Day Massacre.
- Le film de 1991 Oscar (L'embrouille est dans le sac en français) comprend une référence au massacre. Sylvester Stallone y joue « Snaps » Provolone, un gangster de premier plan de Chicago, en 1931. Dans une scène du début du film, son comptable lui rappelle, « Vous avez été à Chicago… C'était le jour de la Saint-Valentin », à laquelle Stallone et un de ses hommes de main répondent un sourire et un petit rire.
- Le surnom de « massacre la Saint-Valentin » a été utilisé pour faire référence au sixième et dernier combat, entre les boxeurs Sugar Ray Robinson et Jake LaMotta, parce qu'il avait lieu le jour de la Saint-Valentin de 1951.
- Wu-Tang Associate/Rapper Cilvaringz a intitulé une de ses chansons Valentine's Day Massacre.
- Au parc à thème Disney's Hollywood Studios (situé à Walt Disney World Resort, en Floride, États-Unis), une partie de l'attraction The Great Movie Ride a lieu dans le Chicago des années 1920. Il est présenté une fusillade ; sur le côté, une des voitures des gangsters porte la plaque d'immatriculation « 021429 », qui décomposée donne « 02/14/29 », la date du massacre de la Saint-Valentin.
- Depuis 1963, un concours annuel organisé par la société Rand McNally Road Atlases a lieu. Il porte le nom de « Saint Valentin's Day Massacre » ; les participants peuvent s'y inscrire seulement les 14 février.
- En 1981, Motörhead et Girlschool réalisent un EP sous le titre St. Valentine's Day Massacre.
- The St. Valentine's Day Massacre est une chanson du groupe Starling Electric, présente sur leur album, sorti en 2005, Clouded Staircase.
- The Valentine's Day Massacre est une chanson du groupe The Red Shore (en), présente sur leur album, sorti en 2009, Lost Verses.
- The Touchables est un morceau célèbre des années 1960, qui parodie le massacre de la Saint-Valentin en utilisant des échantillons de chansons populaires.
- La chanson Peacemaker de l'album de Green Day 21st Century Breakdown contient le vers suivant : « Il s'agit d'un néo-massacre de la Saint-Valentin »
- Dans un épisode de la série télévisée The Golden Girls (Les Craquantes en français), le personnage de Sophia prétend avoir été là le jour du massacre.
- Le chanteur Joe Bataan sort en 1972 un album intitulé Saint latine's Day Massacre (chez Fania Records).
- Dans l'épisode Goodies Rule - O.K? de la série des années 1970 The Goodies (en), un incident a lieu lorsque des personnages se déguisent comme des gangsters de la période des années 1920 et attaquent des victimes, contre un mur, avec des tartes. Il est déclaré que « Les autorités ont finalement été s'asseoir et ont pris note de leurs activités après les événements du 14 février, jour de la Saint-Valentin »
- Dans le film de 1991 Les Aventures de Rocketeer, le gangster italo-américain Eddie Valentine est trahi par son ex-complice, l'acteur nazi Neville Sinclair, et tombe avec son gang dans une embuscade dressée par des parachutistes allemands. En infériorité numérique, Valentine et ses hommes déposent leurs armes à terre et lèvent les bras. Alors Neville Sinclair, un sourire diabolique aux lèvres, souhaite à son ex-complice une joyeuse Saint-Valentin (Happy Valentine's Day en VO) alors que les nazis arment leurs mitraillettes, prêts à les abattre.
- Le 13 février 2014, la mise à jour 1.10 du jeu Grand Theft Auto V (sur les consoles PS3 et Xbox) propose aux joueurs un pack « massacre de la St. Valentin ». Celui-ci contient un nouveau véhicule : Albany Roosevelt (une Cadillac 321A, la voiture d'Al Capone), une nouvelle arme (mitraillette Thompson) et des nouveaux vêtements (typés années 1920).
- Cet évènement a influencé John Deacon lors la création des paroles du tube Another One Bites the Dust qu'il a composé pour le groupe Queen et qui est sorti en 1980.
- Le 14 février 2023, a été dévoilée une œuvre de l’artiste d'art urbain Banksy, consacrée à la dénonciation des violences faites aux femmes et intitulée Valentine's Day Mascara.

## Sources
- (en) Cet article est partiellement ou en totalité issu de l’article de Wikipédia en anglais intitulé « Saint Valentine's Day Massacre » (voir la liste des auteurs).